# Telemetro a coincidenza
Il telemetro a coincidenza era un tipo particolare di telemetro utilizzato nei sistemi di puntamento delle navi da guerra, impiegato dai primi anni del XX secolo.
Lo stesso principio di funzionamento (con le dovute proporzioni), venne riportato anche nei mirini delle fotocamere e delle cineprese, per eseguire una corretta messa a fuoco dei soggetti da riprendere o dei piani da focalizzare.

## Storia
Il primo telemetro a coincidenza ad essere adottato dalla marina inglese nel 1892, fu il prototipo sviluppato da A. Barr e W. Stroud.
I telemetri a coincidenza, di produzione britannica, furono utilizzati con successo dalla marina imperiale giapponese, nel corso della battaglia di Tsushima nel 1905.
All'inizio della prima guerra mondiale, i telemetri a coincidenza equipaggiavano le artiglierie, i mortai e le squadre di mitragliatrici della maggior parte degli eserciti. Le ditte Zeiss e Barr & Stroud furono i maggiori fornitori di questi strumenti durante la prima guerra mondiale (la Barr & Stroud fornì 16.000 telemetri all'esercito inglese e 3.300 a quello francese).
Il più grande telemetro, costruito nel 1919, fu installato presso le difese costiere del porto di Singapore, aveva una base di 100 piedi (30,48m).
Allo scoppio della prima guerra mondiale i telemetri ottici equipaggiavano le direzioni di tiro delle navi da guerra delle potenze belligeranti.
Nel corso della Seconda guerra mondiale i telemetri ottici iniziarono ad essere sostituiti, sulle navi da guerra, dal radar.
Negli anni cinquanta si completò l'abbandono di tali strumenti da parte delle marine militari; la diffusione, negli anni sessanta dei telemetri laser, decretarono la fine dell'utilizzo dei telemetri ottici in campo militare.

## Funzionamento
Nella misurazione delle distanze sulle navi dell'epoca ci si serviva di due metodi: 
- monostatico a coincidenza: è costituito da un cilindro con due fori posti ad una data distanza relativa tra loro; all'interno del primo foro si trova un prisma il cui compito è riflettere l'immagine su uno specchio semi-trasparente posizionato dietro il secondo foro. Il procedimento di calcolo è di tipo meccanico ed avviene regolando tramite una rotella l'angolo del prisma, fin quando l'immagine, inizialmente composta da due parti sfasate, si ricompone. Sulla base dell'angolo finale e di una apposita scala si ottiene la distanza effettiva.

- a sdoppiamento di immagini

| Due esempi di misurazione con l'uso del telemetro a coincidenza. In entrambe le figure, a sinistra è riportato il rilevamento non collimato, a destra quello collimato con distanza. |  |
| |  |

Prima dell'avvento dello stereotelemetro, la Regia Marina adottava un telemetro a coincidenza monoculare il cui uso era molto semplice. Nei telemetri a coincidenza si aveva un campo visivo circolare, diviso orizzontalmente in due semicerchi, la cui parte inferiore era fissa e la parte superiore mobile. Osservando l'albero di una nave, ad esempio, lo si vedeva diviso in due tronconi. Tramite un bottone di collimazione, girandolo verso destra o verso sinistra, si portava il troncone superiore a coincidere con quello della parte inferiore fissa. In questo modo si otteneva la distanza della nave inquadrata. Gli schemi soprastanti e  sottostanti fanno comprendere il funzionamento descritto.
_________________________________________________________________________________________________________________________________
Per misurare la distanza di qualsiasi punto luminoso, accanto al bottone di collimazione ne era disponibile uno più piccolo che, ruotato, inseriva all'interno dello strumento una lente; questa allungava i detti punti luminosi, sì da permettere la collimazione che consentiva di leggere la misurazione della distanza.